# Калашибета
Калашибета (итал. Calascibetta) је насеље у Италији у округу Ена, региону Сицилија.
Према процени из 2011. у насељу је живело 3167 становника. Насеље се налази на надморској висини од 825 м.

## Становништво
| 1931. | 1936. | 1951. | 1961. | 1971. | 1981. | 1991. | 2001. | 2011. |
| ----- | ----- | ----- | ----- | ----- | ----- | ----- | ----- | ----- |
| 7.716 | 7.779 | 8.035 | 6.956 | 5.628 | 4.837 | 5.014 | 4.829 | 4.628 |